# Темнолесская (Ставропольский край)
Темнолесская — станица в Шпаковском муниципальном округе Ставропольского края России.

## Этимология
Станица получила наименование от Темнолесского ретраншемента, заложенного в 1788—1789 годах на горе Стрижамент (искаж. «ретраншемент»):169 и названного по соседнему Тёмному лесу. Последний отличался преобладанием бука, что, возможно, могло способствовать появлению соответствующего топонима:

Наши наблюдательные предки обратили внимание на то, что буковый лес на фоне других широколиственных лесов выглядит массивом, который нельзя назвать чёрным, к нему подходит термин тёмный. Отсюда и пошли топонимы с этим названием — Темнолесская крепость, Темнолесская станица, берущая начало в Тёмном лесу речка Тёмная.— Охонько Н. А. Символы малой родины:176

## География
Станица находится в верховьях реки Егорлык, в пределах Ставропольской возвышенности.
Расстояние до краевого центра: 21 км.
Расстояние до районного центра: 31 км.
В 4 км к югу от станицы расположен лесной массив, именуемый Тёмным лесом.

## История
Согласно высочайшему повелению от 28 февраля 1792 года на Кавказскую линию в 1794 году переселена тысяча семейств донских казаков, образовавших Кубанский казачий полк. Ими основаны шесть новых станиц при крепостях Усть-Лабинской, Кавказской, Прочноокопской; а также при Григориполисском укреплении, Темнолесском ретраншементе и Воровсколесском редуте.
Датой образования станицы считается 19 сентября 1794 года. Темнолесская основана донскими казаками, выходцами из станиц Пятиизбянской, Есауловской и других, участвовавшими в бунте 1792—1794 годов (казаки не хотели переселяться на Линию) и прибывшими на Кавказскую линию под конвоем, а также из Цимлянской и ещё нескольких станиц:42. С 1796 года входила в состав Кубанского казачьего полка:51. В течение нескольких лет:169 в Темнолесской размещалась штаб-квартира полка, перенесённая затем в станицу Прочноокопскую:169.
В 1816 году в станице было 170 домов и проживало 674 мужчины и 727 женщин:45. В 1825—1826 годах из Темнолесской переселили 100 семей, которые вместе с однодворцами села Николаевского основали на реке Кубани станицы Николаевскую и Убеженскую:48—49. В результате численность населения Темнолесской значительно сократилась: в 1827 году в ней насчитывалось 64 двора:169. В конце 20-х — начале 40-х годов XIX века в станицу переводом в казаки переселили однодворцев из сёл Надежда, Сенгилеевское и других. В этот же период сюда начали прибывать на жительство малороссийские казаки и семейные солдаты:50—51. В 1833 году станица передана из Кубанского полка в состав нового Ставропольского казачьего полка.
В ноябре 1842 года Темнолесская подверглась нападению отряда закубанских горцев численностью более 1500 человек, в ходе которого были убиты и ранены 26 казаков. Атака была отбита, однако нападавшим удалось забрать в плен 87 женщин и детей:169.
В 1870 году станица передана в Хопёрский полк, Баталпашинский отдел Кубанской области. По сведениям Е. Д. Фелицына, в 1882 году Темнолесская состояла из 449 дворов с 495 домами, в ней проживало 1275 мужчин и 1133 женщины казачьего сословия, 239 мужчин и 226 женщин иногородних. Земельные угодья насчитывали 23 784 десятины. В станице находились церковь, мужское училище, почтовая станция, постоялый двор, а также несколько маслобоен, кузниц, мануфактурных и бакалейных лавок, водяных и ветряных мельниц.
В начале XX века станица из Баталпашинского отдела была передана в Лабинский отдел:172, казаки стали служить в Кубанском полку:60.
В 1912 году 151 семья из Темнолесской переселилась на выделенный станице дополнительный земельный надел на реке Бейсужёк, основав там хутор Доно-Хопёрский:172. К 1 сентября 1913 года:605 общее число десятин земельного довольствия станицы составляло 18 350, число дворов — 816, коренных жителей — 4898, иногородних — 1795. В Темнолесской размещались станичное правление, двухклассное училище, кредитное товарищество и общество потребителей:566—567.
В первом десятилетии XX века казаки станицы участвовали в событиях мировой войны 1914—1918 годов:176. Уроженец Темнолесской:176 (по другим данным — Санкт-Петербурга) Николай Васильевич Галушкин (1893—1964) во время войны был удостоен за отличия всех обер-офицерских боевых наград, в том числе награждён Георгиевским оружием.
В 1918 году в станице Темнолесской была провозглашена советская власть. В 1924 году образован Темнолесский сельсовет.
По данным на 17 декабря 1926 года, Темнолесская входила в состав Невинномысского района Армавирского округа Северо-Кавказского края. В станице насчитывалось 1097 хозяйств, 5812 жителей (2772 мужчины, 3040 женщин):62—63.
Постановлением президиума ВЦИК от 27 августа 1928 года станица Темнолесская и окрестные хутора были переданы из Невинномысского района Армавирского округа в Ставропольский район Ставропольского округа.
В период коллективизации в 1929 году на территории Темнолесской образовался колхоз «Сельмашстрой». На 20 октября 1931 года в станице числилось 1053 двора, из которых 923 состояли в колхозе:77. В 1933 году массовый голод на Северном Кавказе привёл к серьёзным потерям среди народонаселения Темнолесской (так, по данным Ставропольского райисполкома, только за март по станице было зафиксировано 130 смертей). Согласно сведениям за 1935 год, число дворов в станице уменьшилось до 709:77.
В 1934 году колхоз «Сельмашстрой» разукрупнили на три колхоза: «Ясное утро», «Красный боец» и «Сельмашстрой». В 1936 году организована Темнолесская машинно-тракторная станция, обсуживавшая местные хозяйства сельхозтехникой (ликвидирована в 1958 году).
С августа 1942 года станица находилась в оккупации. Освобождена 19 января (по другим данным — 20 января) 1943 года. Во время Великой Отечественной войны многие жители Темнолесской, призванные в действующую армию, были награждены различными орденами и медалями. Среди них — уроженцы станицы генерал-майор Михаил Иосифович Суржиков (1902—1943) и Герой Советского союза капитан Александр Ильич Рыбников (1919—1989).
В 1950 году колхозы «Сельмашстрой», «Красный боец», им. Сталина, «Красный колос» влились в колхоз им. Молотова (в 1958 году переименован в «Темнолесский», в 1970-м — в колхоз им. Ворошилова).
В 1958 году началась электрификация станицы.
В 1996—2020 годах административный центр упразднённого Темнолесского сельсовета Шпаковского муниципального района Ставропольского края.

## Население
| \| 1812[38] \| 1816[39] \| 1839[38] \| 1845[38] \| 1855[38] \| 1858[38] \| 1861[38] \| \| -------- \| -------- \| -------- \| -------- \| -------- \| -------- \| -------- \| \| 484 \| ↗1401 \| ↗1624 \| ↘1252 \| ↗1873 \| ↘1801 \| ↘1699 \| \| 1871[38] \| 1882[38] \| 1894[38] \| 1916[38] \| 1926[40] \| 1989[41] \| 2002[41] \| \| ↗1886 \| ↗2408 \| ↗2855 \| ↗3999 \| ↗5818 \| ↘2441 \| ↗2648 \| \| 2010[42] \| 2013[43] \| 2014[44] \| 2021[3] \| \| \| \| \| ↘2562 \| ↗2586 \| ↗2600 \| ↘2572 \| \| \| \| 1000 2000 3000 4000 5000 6000 1839 1871 1989 2021 |       |       |       |       |       |       |
| 1812 | 1816  | 1839  | 1845  | 1855  | 1858  | 1861  |
| 484 | ↗1401 | ↗1624 | ↘1252 | ↗1873 | ↘1801 | ↘1699 |
| 1871 | 1882  | 1894  | 1916  | 1926  | 1989  | 2002  |
| ↗1886 | ↗2408 | ↗2855 | ↗3999 | ↗5818 | ↘2441 | ↗2648 |
| 2010 | 2013  | 2014  | 2021  |       |       |       |
| ↘2562 | ↗2586 | ↗2600 | ↘2572 |       |       |       |

По данным переписи 2002 года, 83 % населения — русские.

## Инфраструктура
- Администрация Темнолесского сельсовета.
- Культурный центр. Открыт 1 января 1968 года как Дом культуры[46].
- Спасо-Преображенский реабилитационный центр[47]. Открыт в 2003 году[48].
- Казачья пожарная часть[49].
- Многофункциональная спортивная площадка для занятий игровыми видами спорта. Открыта в 2015 году[50].

## Образование
- Детский сад № 16[51]
- Средняя общеобразовательная школа № 9 имени Героя Советского Союза А. И. Рыбникова[52]. Открыта 1 сентября 1980 года[53]. В 2017 году вошла в топ-200 лучших образовательных учреждений России по оборонно-спортивному профилю[54]

## Русская православная церковь
- Михайловский храм[55]. С 1869 по 1878 год в храме служил священник Андрей Богословский, в будущем епископ Андроник[56];
- Храм Преображения Господня — домовый храм реабилитационного центра[57].

## Эпидемиология
- Находится в местности, отнесённой к активным природным очагам туляремии[58]

## Памятники
В 1967 году у здания Дома культуры был установлен памятник погибшим в годы Гражданской и Великой Отечественной войн (решением крайисполкома № 702 от 01.10.1981 объявлен памятником истории местного значения).
В 2018 году, в связи с празднованием 100-летия пограничных войск России, в станице был открыт памятник воинам-пограничникам. Памятник состоит из пограничного столба и изображения карты России.

## Кладбище
В районе улицы Объездной находится общественное открытое кладбище площадью 19 460 м².